# Botánica de Islandia
Botánica de Islandia (Grasafræði Íslands en islandés) es un tratado clásico en cinco volúmenes, sobre la flora y la vegetación de Islandia, incluyendo fungi, líquenes, algas, briofitas y plantas vasculares. Se publicó entre 1912 a 1949 y fue financiada por la Fundación Carlsberg. El proyecto lo inician Eugen Warming y Lauritz Kolderup Rosenvinge, quienes editan los primeros tres volúmenes, que continuarán luego de sus decesos.
- Volumen 1. 1912-1918, ed. L. Kolderup Rosenvinge & E. Warming, J. Frimodt, Copenhague, & John Wheldon & Co., Londres.
  - Parte I
    - 1. Helgi Jónsson 1912 La vegetación algal marina de Islandia (enlace roto disponible en Internet Archive; véase el historial, la primera versión y la última).. Pp. 1-186.
    - 2. Th. Thoroddsen 1914 Un acercamiento a la geografía física de Islandia. Pp. 187-344.

  - Parte II
    - 3. Ernst Østrup 1916 marinas de las costas de Islandia. Pp. 345-394.
    - 4. Aug. Hesselbo 1918. Las briófitas de Islandia Archivado el 7 de marzo de 2008 en Wayback Machine.. Pp. 395-677.

- Volumen 2. 1918-1920, ed. L. Kolderup Rosenvinge & E. Warming, J. Frimodt, Copenhague, & John Wheldon & Co., Londres.
  - Parte I
    - 5. Ernst Østrup 1918 de agua dulce de Islandia. Pp. 1-100.
    - 6. Olaf Galløe. 1919-1920. La flora de líquenes de Islandia. Pp. 101-247

  - Parte II. 1928-1932.
    - 7. Johannes Boye Petersen. 1928. Las cianofíceas de agua dulce de Islandia. Pp. 251-324
    - 8. Johannes Boye Petersen. 1928. The aerial algæ of Iceland. Pp. 325-447
    - 9. Poul Larsen. 1932. Los hongos de Islandia. Pp. 451-607

- Volumen 3. 1930-1945.
  - Parte 1, ed. L. Kolderup Rosenvinge & E. Warming
    - 10. H. Mølholm Hansen. 1930. Estudios de la vegetación de Islandia. Pp. 1-186. J. Frimodt, Copenhague.

  - Parte 2, ed. Johannes Grøntved, Ove Paulsen & Thorvald Sørensen. Einar Munksgaard, Copenhague.
    - 11. M.P. Christiansen. 1941 Estudios de los hongos grandes de Islandia. Pp. 191 - 227

  - Parte 3, ed. Johannes Grøntved, Ove Paulsen & Thorvald Sørensen. Einar Munksgaard, Copenhague
    - 12. M.P. Christiansen. 1942. La flora de Taraxacum de Islandia. Pp. 229-343 + 44 planchas

  - Parte 4, ed. Johannes Grøntved, Ove Paulsen & Thorvald Sørensen. Einar Munksgaard, Copenhague
    - 14. Steindór Steindórsson. 1945. Estudios de la vegetación de las Tierras Altas Centrales de Islandia. Pp. 345-547

- Volumen 4. 1942, ed. Johannes Grøntved, Ove Paulsen & Thorvald Sørensen. Einar Munksgaard, Copenhague
  - Parte 1
    - 13. Johs. Grøntved. 1942. Las pteridófitas y espermatófitas de Islandia. Pp. 1-427

- Volumen 5. 1949, ed. Johannes Grøntved & Thorvald Sørensen. Einar Munksgaard, Copenhague, & Oxford University Press, Oxford
  - Parte 1
    - 15. Emil Hadač. 1949. La flora de lapenínsula de Reykjanes, sudoeste de Islandia. Pp. 1–57